# Minkowského prostor
Minkowského prostor se používá k popisu časoprostoru ve speciální teorii relativity. Matematicky jde o 4rozměrný reálný lineární vektorový prostor s pseudoskalárním součinem. Změnu inerciální vztažné soustavy odpovídající Lorentzově transformaci lze chápat geometricky jako otáčení v Minkowského prostoru. Stejnou rotací přitom projdou čtyřvektory všech fyzikálních veličin.

## Složky vektoru
Vektor v Minkowského prostoru {\displaystyle \mathbf {a} =a^{\mu }\mathbf {e} _{\mu }} má 4 souřadnice
{\displaystyle a^{\mu }=\left(a^{0},a^{1},a^{2},a^{3}\right)\,.}
První z nich nazýváme časová složka nebo časová komponenta {\displaystyle t}, ostatní tři odpovídají prostorovým souřadnicím {\displaystyle x,y,z}. Někdy se na časové ose používá jiné měřítko, což odpovídá konvenci měření času v sekundách a vzdálenosti v metrech. Přepočet mezi sekundou a metrem je dán rychlostí světla ve vakuu {\displaystyle c=299\,792\,458\ \mathrm {m.s^{-1}} }. V tomto článku předpokládáme na všech osách stejné měřítko, což odpovídá {\displaystyle c=1}. Vizte též přirozená soustava jednotek.

## Skalární součin
Skalární součin dvou vektorů v Minkowského prostoru ({\displaystyle \mathbf {a} =a^{\mu }\mathbf {e} _{\mu },\ \mathbf {b} =b^{\mu }\mathbf {e} _{\mu }} ) je definován vztahem
{\displaystyle \langle \mathbf {a} ,\mathbf {b} \rangle \equiv a_{\mu }b^{\mu }=\eta _{\mu \nu }a^{\mu }b^{\nu }=-a_{0}b_{0}+a_{1}b_{1}+a_{2}b_{2}+a_{3}b_{3}\,.}
Jako v eukleidovském prostoru, dva vektory nazýváme kolmými (ortogonálními), jestliže jejich skalární součin je roven nule.

## Minkowského norma
Norma vektoru v Minkowského prostoru má trochu jiné vlastnosti než Eukleidovská norma, protože popisuje odlišnou geometrii. Předně, Minkowského norma není pozitivně definitní, může tedy nabývat i záporných hodnot. Je definována jako skalární součin vektoru se sebou samým.
{\displaystyle ||\mathbf {a} ||^{2}=\langle \mathbf {a} ,\mathbf {a} \rangle =-a_{0}^{2}+a_{1}^{2}+a_{2}^{2}+a_{3}^{2}}
Vektor je nazýván jednotkovým, pokud platí {\displaystyle ||\mathbf {a} ||^{2}=\pm 1}.

## Báze
Standardní bázi Minkowského prostoru tvoří 4 ortogonální jednotkové vektory {\displaystyle \mathbf {e} _{0},\mathbf {e} _{1},\mathbf {e} _{2},\mathbf {e} _{3}}, pro které platí
{\displaystyle -||\mathbf {e} _{0}||^{2}=||\mathbf {e} _{1}||^{2}=||\mathbf {e} _{2}||^{2}=||\mathbf {e} _{3}||^{2}=1\,.}
Tuto podmínku lze stručně zapsat jako
{\displaystyle \langle \mathbf {e} _{\mu },\mathbf {e} _{\nu }\rangle =\eta _{\mu \nu }\,,}
kde {\displaystyle \eta } je diagonální matice
{\displaystyle \eta =\operatorname {diag} \left(-1,1,1,1\right)={\begin{pmatrix}-1&0&0&0\\0&1&0&0\\0&0&1&0\\0&0&0&1\end{pmatrix}}\,.}